# Friss Antal
Friss Antal (született Frisch) (Budapest, 1897. január 18. – Budapest, 1973. február 25.) magyar gordonkaművész és zenepedagógus.

## Élete
Frisch Lipót és Weil Gizella gyermekeként született zsidó családban. 1934-ben a római katolikus vallásra tért át. A budapesti Zeneakadémián Harry Son és Berlinben Hugo Becker tanítványa volt. Kamaraegyüttesekben, szalonzenekarokban játszott. Berlinben a Max Reinhardt színházában volt szólista. 1922-ben hazatért és a Nemzeti Zenedében tanított, közben a Városi Színház (1922–31) és a Rádiózenekar szólistája (1936–50) volt. Nevéhez számos bemutató fűződik. Szólóestjein játszotta kortárs zeneszerzők műveit, köztük Kodály Zoltán szólószonátáját, Lajtha László, Szabó Ferenc, Kadosa Pál darabjait. 1950–1953 közt a békéstarhosi zeneiskolában tanított, majd 1972-ig, nyugdíjazásáig a Zeneakadémia gordonka tanára. Tanítási gyakorlat vezetőjeként részt vett a zenetanárképzésben. Gordonkaiskola című művét a zeneiskolai oktatásban évtizedek óta használják.
Gordonkaversenyeken a nemzetközi zsűrik tagja volt számos helyen, Párizsban, Bécsben, Prágában, Moszkvában stb. Itthon a Casals-verseny zsürijének tagja volt.
1928-ban Budapesten, a Terézvárosban házasságot kötött Szőke Klárával.

## Emlékezete
Tiszteletére gordonkahangversenyt neveztek el róla, 2014. november 21–23-án már a XIV. Országos Friss Antal Gordonkahangversenyt rendezte meg a Szolnoki Bartók Béla Alapfokú Művészeti Iskola.

## Díjai, kitüntetései
- Érdemes művész (1967)